# 波兰—罗马尼亚联盟
波兰—罗马尼亚联盟是波兰第二共和国和羅馬尼亞王國在战间期里結成的同盟，當時他們還签订了一系列条约。第一部同盟條約签订于1921年，这些条约奠定了两国间同盟关系的基础，这同盟关系一直维持到1939年第二次世界大战爆发为止。